# Zečevi
Zečevi (lat. Leporidae), porodica sisavaca iz reda dvojezubaca. Zec i kunić međusobno se razlikuju i nisu isto. Kunići su sitniji od zečeva i za razliku od njih ne prave sebi skloništa na zemlji nego u rupama u zemlji. Uši i stražnje noge zeca dulje su nego kod kunića. I jedna i druga vrsta prisutna je u divljini. Kunića je lakše pripitomiti, dok je kod zeca to teško ili nemoguće. Zec živi usamljenički, dok je kunić društvena životinja koja živi u grupama.

## Rodovi
1. Alilepus Dice, 1931 †
2. Aluralagus Downey, 1968 †
3. Austrolagomys Stromer 1926 †
4. Aztlanolagus Russell and Harris 1986 †
5. Brachylagus Miller, 1900
6. Bunolagus Thomas, 1929
7. Caprolagus Blyth, 1845
8. Chadrolagus Gawne 1978 †
9. Desmatolagus Matthew and Granger 1923 †
10. Dituberolagus Tong 1997 †
11. Gobiolagus Burke 1941 †
12. Hypsimylus Zhai 1977 †
13. Lagotherium Pictet 1853 †
14. Lepoides White 1988 †
15. Lepus Linnaeus, 1758
16. Lushilagus Li 1965 †
17. Nekrolagus Hibbard 1939 †
18. Nesolagus Forsyth-Major, 1899
19. Nuralagus Quintana, Köhler & Moyà-Solà, 2011 †
20. Ordolagus de Muizon 1977 †
21. Oryctolagus Lilljeborg, 1873
22. Palaeolagus Leidy, 1856 †
23. Paranotolagus Miller and Carranza-Castaneda 1982 †
24. Pentalagus Lyon, 1904
25. Pewelagus White 1984 †
26. Pliolagus Kormos 1934 †
27. Pliopentalagus Gureev & Konkova, 1964 †
28. Pliosiwalagus Patnaik, 2001 †
29. Poelagus St. Leger, 1932
30. Pratilepus Hibbard 1939 †
31. Pronolagus Lyon, 1904
32. Pronotolagus White 1991 †
33. Romerolagus Merriam, 1896
34. Serengetilagus Dietrich 1941 †
35. Shamolagus Burke 1941 †
36. Sylvilagus Gray, 1867
37. Tachylagus Storer 1992 †
38. Trischizolagus Radulesco and Samson 1967 †
39. Veterilepus Radulesco and Samson 1967 †